# Förstenad av skräck
Förstenad av Skräck (originaltitel: The Gorgon) är en brittisk skräckfilm från 1964, regisserad av Terence Fisher och producerad av Hammer Film Productions. 

## Handling
En underlig mordvåg drar fram genom den lilla byn Vandorf på den tyska landsbygden. Alla offer har en sak gemensamt, de har blivit förvandlade till sten. När sonen till den kände professorn Jules Heitz möter samma öde, bestämmer sig professorn för att själv resa till byn och ta reda på sanningen bakom morden.

## Rollista (i urval)
| Skådespelare      | Roll                   |
| ----------------- | ---------------------- |
| Christopher Lee   | Professor Karl Meister |
| Peter Cushing     | Dr Namaroff            |
| Richard Pasco     | Paul Heitz             |
| Barbara Shelley   | Carla Hoffman          |
| Michael Goodliffe | Professor Jules Heitz  |
| Patrick Troughton | Polisinspektör Kanof   |
| Joseph O'Conor    | Obducent               |
| Prudence Hyman    | Gorgonen Megära        |

### Webbkällor
- Filmtipset.se: Förstenad av Skräck
- Svensk filmdatabas: Förstenad av Skräck